# Ménétrol
Ménétrol är en kommun i departementet Puy-de-Dôme i regionen Auvergne-Rhône-Alpes i centrala Frankrike. Kommunen ligger i kantonen Riom-Est som tillhör arrondissementet Riom. År 2022 hade Ménétrol 1 641 invånare.

## Befolkningsutveckling
Antalet invånare i kommunen Ménétrol
| Referens: INSEE |